# Hedley Fowler

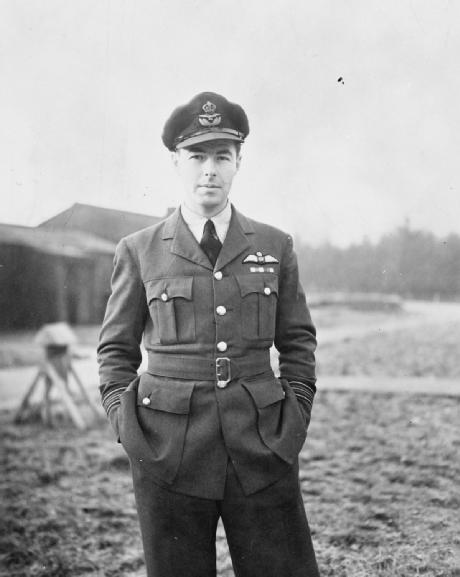

Hedley Neville Fowler (8 juni 1916 – 26 maart 1944) was een Britse luitenant die op 9 september 1942 uit Oflag IV-C (Slot Colditz) ontsnapte. Hij werd Bill genoemd.
Fowler werd in Londen geboren, zijn vader Maxwell Thomas Bourne Fowler zat bij de Royal Navy en zijn overgrootvader Henry Ayers (1821–1897) was de 8ste premier van Zuid-Australië. In 1920 waren Hedley's ouders naar Adelaide verhuisd, maar in 1924 gingen ze weer terug naar Engeland zodat Hedley naar de Rugby School kon gaan. In 1933 ging hij terug naar Australië en in 1936 werd hij gevechtspiloot bij de Royal Australian Air Force.  Hij vloog in Gloster Gladiators.
In 1937 stapte hij over naar de RAF. Hij kreeg een training op de No 6 Flying Training School in Netheravon en kwam op 22 mei 1937 bij het No 3 Squadron. Daarna werd hij ingedeeld bij het 615 Squadron. Hiermee werd hij in november 1939 in Frankrijk gestationeerd. Op 12 mei schoot hij voor het eerst een Duitse Messerschmitt Bf 109 neer en op 14 en 15 mei haalde hij weer twee vijandelijke vliegtuigen neer. Op 15 mei werd hij zelf ook beschoten. Hij vluchtte en kon in de Ardennen landen. Op 16 mei werd hij krijgsgevangen genomen.
Via een doorgangskamp kwam hij op 7 juli 1940 in Stalag Luft I in Barth terecht. Van allerlei restjes maakte hij een Duits uniform en wat burgerkleding. Op 5 november slaagde hij erin te ontsnappen. Buiten het kamp deed hij zijn uniform uit en zijn burgerkleding aan. Bij Sassnitz werd hij gearresteerd terwijl hij probeerde zich te verstoppen op een schip dat naar Zweden zou gaan. Hij werd teruggestuurd naar Stalag Luft I en werd twee weken in een isoleercel gestopt. Daarna werd hij overgeplaatst naar Oflag IV-C in Slot Colditz.
Op 9 september 1942 ontsnapten Hedley Fowler en Damiaen van Doorninck uit Colditz. Samen met vier anderen waren zij verkleed als Duitse bewakers en Poolse soldaten. Via een opslagplaats liep de groep naar een poort waar Van Doorninck, verkleed als Duitse onderofficier, de wacht overblufte. De vier anderen werden uiteindelijk gepakt maar Fowler en Van Doorninck liepen naar Penig, namen daar de trein naar Stuttgart en vandaar naar Tuttlingen en passeerden al op 13 september 1942 de Zwitserse grens via de route die eerder ontdekt en gebruikt was door LtZ Hans Larive.
Fowler verliet Zwitserland op 25 januari 1943 in gezelschap van de Engelse majoor Ronald Littledale, die ook uit Colditz was ontsnapt en in oktober in Zwitserland was aangekomen. Ze reisden door onbezet Frankrijk naar Spanje, waar ze op 30 januari 1943 aankwamen. Ze werden meteen gearresteerd en drie weken gevangen gehouden in een militaire gevangenis in Figueras. Op 22  februari 1943 werden ze vrijgelaten. Ze werden door de Britse consul uit Barcelona opgehaald en op een schip gezet dat ze meenam naar Gibraltar, waar ze op 25 maart aankwamen. Vandaar konden ze naar Engeland gaan.
In Engeland werd hij als testpiloot ingedeeld bij het Armament Test Squadron op RAF Boscombe Down. Hij verongelukte op 26 maart 1944 tijdens een testvlucht met een Hawker Typhoon. Hij werd in Durrington begraven.
Squadron Leader Fowler werd in december 1943 onderscheiden met het Military Cross.